# 尼康D5100
尼康 D5100是尼康于2011年4月5日发布的一款具有1620万像素CMOS图像传感器的数码单镜反光相机。这款相机是尼康 D5000的替换产品，提供了1080p、30fps的高清视频拍摄功能。